# 郡 (蘇格蘭)

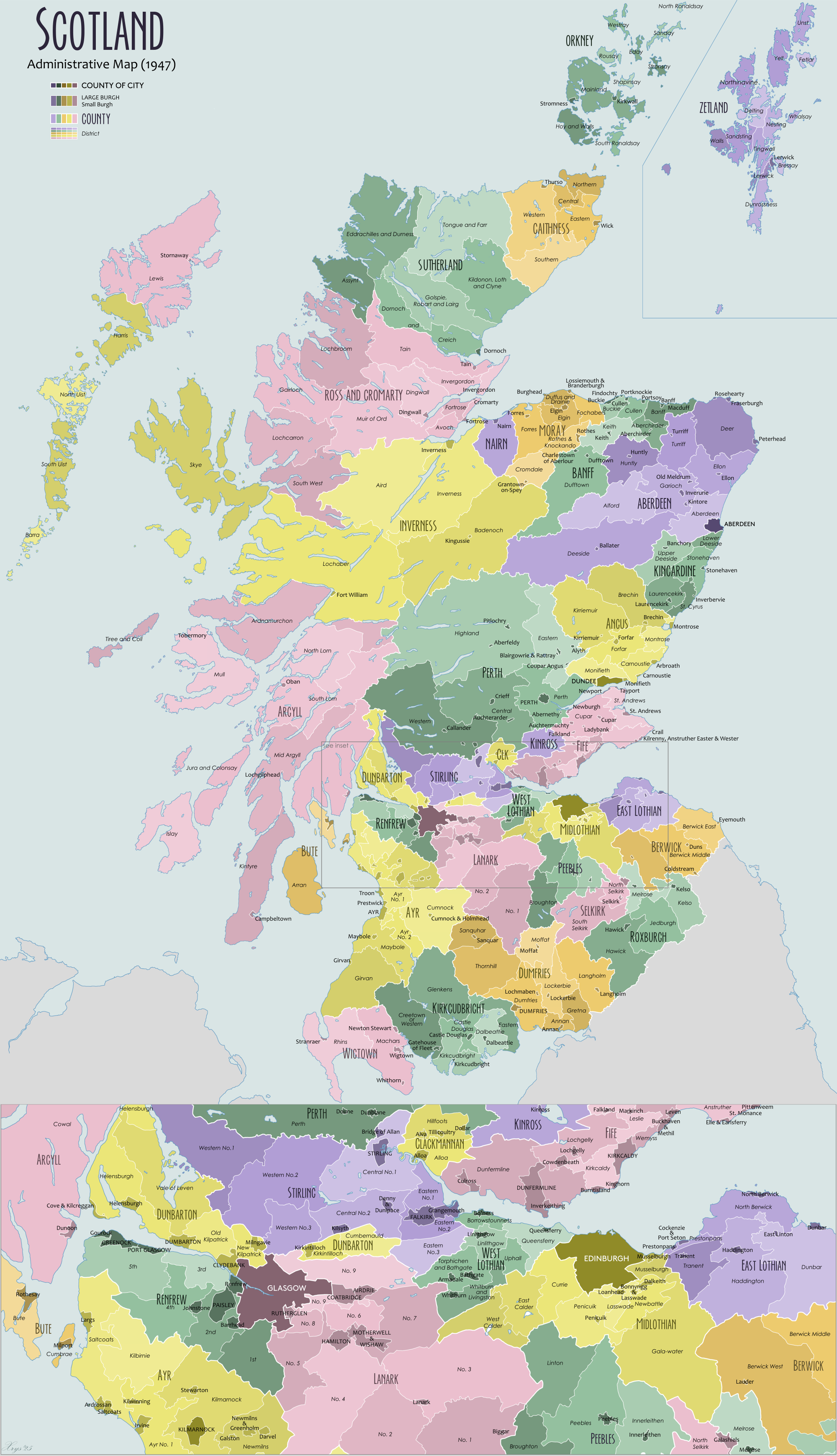
1947年的蘇格蘭行政區劃

苏格兰的郡（英語：shires of Scotland，又稱counties of Scotland），是蘇格蘭自中世纪至1975年的行政区划單位。郡最初是出于司法目的（属于主审法官管辖的领土）而建立的，从17世纪开始，它们也开始作為地方行政區劃單位。1975年根據1973年苏格兰地方政府法，具备司法职能的“sheriffdoms”从郡中剥离后，郡不再作為蘇格蘭的行政區劃單位。
如今，苏格兰的地方政府以议会区为行政區劃單位，有的议会区名與曾經的郡名相同，但边界却常常大相径庭。

## 另見
- 苏格兰的细分